# Осе Клевеланд
Осе Марија Клевеланд (швед. Åse Maria Kleveland; Стокхолм, 18. март 1949) је шведско-норвешка певачица и политичарка. Народни певач у Норвешкој, постављена је за министра културе Норвешке од 1990. до 1996. године, где је у влади Гро Халем Брунтлан (Gro Harlem Brundtland) представљала Лабуристичку партију. Такође је била и председник Шведског филмског института од 2000. до 2006. године.
У јуну 2007. године је постала председник управног одбора норвешке хуманистичке организације Human-Etisk Forbund.

## Биографија
Рођена у Шведској, преселила се у Норвешку 1956. године. У интервјуу датом 1977. описала је како су њени родитељи подједнако учествовали у кућним пословима, и да и она и њен тадашњи муж, шведски уметник Свенолов Ерин (Svenolov Ehrén) поступају на исти начин. Тренутно је у браку са филмским режисером и кинематографом Одваром Булом Тухусом (Oddvar Bull Tuhus).
Клевеланд течно говори норвешки, шведски, енглески, француски и јапански. Такође је студирала право.

## Музичка каријера
Као певачица, позната је по свом мрачном, душевном гласу. Сем певања, свира и гитару а компоновала је и песме, као што је обичајено за певаче-текстописце. Осим соло каријере, била је и члан виспоп групе Ballade!.
Класичну гитару је почела да свира са осам година, а две године касније имала је деби у радио емисији. Свој први наступ као виспо певач имала је са 13 година у емисији Ерика Бјеа (Erik Bye). Први албум је објавила када је имала 15, а са својим другим албумом била је један од пионира који су најавили тада наилазећи жанр виспопа, мешавину традиционалних народних песама и попа. То је довело до низа ангажмана у Паризу те је једно време путовала између наступа у Паризу у њене средње школе у Лилестрому (Lillestrøm), северно од Осла. Са 17 је имала велику турнеју по Јапану, која је укључивала и неколико телевизијских наступа као и издавање четири сингла на јапанском.
Године 1966. је представљала Норвешку на такмичењу за песму Евровизије, са нумером „Intet er nytt under solen“ (Нема ничег новог под сунцем), пласирајући се на треће место. Тиме што је своју нумеру извела обучена у комплету с панталонама, прекинула је традицију у то време, поставши први женских извођач који није наступио у хаљини.
Године 1986. била је водитељ првог такмичења за Песму Евровизије које је одржано у Норвешкој, у Бергену, након што су Бобисокс (Bobbysocks) победили 1985. Од 1979. до 1987. била је лидер Норвешког удружења музичара.